# Thomas de Mahy de Favras
Thomas de Mahy, markýz de Favras (26. března 1744 ve Favras u Blois – 19. února 1790 v Paříži) byl poručíkem 2. třídy ve švýcarské gardě hraběte z Provence, který byl popraven po odhaleném spiknutí.

## Životopis
Thomas de Mahy, markýz de Favras vstoupil do vojenské služby a začal svou kariéru u mušketýrů gardy, zúčastnil se tažení roku 1761 a stal se poručíkem švýcarské gardy hraběte z Provence, pozdějšího Ludvíka XVIII. Oženil se s princeznou Viktorií Hedvikou Karolínou von Anhalt-Bernburg-Schaumburg-Hoym (1749–1841) a po vypuknutí Francouzské revoluce, motivován svými ambicemi a společenským postavením, se rozhodl podpořit krále Ludvíka XVI. a zachránit monarchii.
S pomocí skupiny najatých pomocníků chtěl zaútočit na Ústavodárné národní shromáždění a unést krále a jeho rodinu do Péronne. Byl však v prosinci 1789 odhalen a zrazen policejními špiony a po svém zatčení byl za velezradu odsouzen k trestu smrti oběšením. Poprava byla vykonána 19. února 1790 na Place de Grève v Paříži. Hrabě z Provence, který byl s jeho plánem obeznámen, neudělal pro jeho záchranu nic stejně jako král.
Jeho poslední slova, když dostal verdikt k přečtení, zněla posměšně: "Vidím, že jste udělal tři pravopisné chyby."